# Expresso Adamantina
O Expresso Adamantina é uma das empresas de ônibus rodoviários mais tradicionais da alta paulista no Estado de São Paulo.
Sua sede encontra-se na cidade de Dracena (onde foi fundada) no ano de 1966 e possui garagens nas cidades de Adamantina, Marília e Tupã, todas cidades do Interior de São Paulo.

## História
Fundada em 24 de agosto de 1966 na cidade de Dracena. Em 9 de abril de 2014 o empresário do ramo Clóvis Nascimento Martins assume a administração da empresa, dando início a uma grande transformação. Nessa nova fase, um dos objetivos é a excelência no atendimento prestado aos seus clientes.
Em dezembro de 2015 é um marco histórico para a empresa, pois a frota passa a contar com um lote de veículos da mais avançada tecnologia disponível no mercado. Propiciando aos seus clientes mais conforto e segurança. Nesse mesmo período torna-se também a primeira empresa de linha regular do oeste paulista a disponibilizar o sistema de internet sem fio (wireless) a bordo em seus veículos.

## Grupo
A Expresso Adamantina pertence ao mesmo grupo formado por:
- Expresso Espírito Santo
- Guimatur Turismo
- Transportes Labor
- Viação Adamantina, antiga Viação Araçatuba (VAT)
- Viação Esmeralda
- Rápido Linense

## Cidades atendidas
A empresa atende as seguintes cidades:
Estado de são Paulo:
- Adamantina
- Americana
- Araçatuba
- Bastos
- Bebedouro (São Paulo)
- Borborema
- Campinas
- Dracena
- Flórida Paulista
- Garça
- Indaiatuba
- Irapuru
- Itápolis
- Itu
- Jaboticabal
- Jundiaí
- Junqueirópolis
- Limeira
- Lucélia
- Marília
- Osvaldo Cruz
- Ouro Verde (São Paulo)
- Pacaembu (São Paulo)
- Panorama
- Parapuã
- Paulicéia
- Piracicaba
- Pompéia (São Paulo)
- Presidente Epitácio
- Presidente Prudente
- Rancharia
- Ribeirão Preto
- Rio Claro
- Santos
- São Paulo
- Tupã
- Tupi Paulista

Estado de Minas Gerais:
- Araxá
- Patos de Minas
- Patrocínio
- Uberaba